# جان-بابتيست رولان
جان-بابتيست رولان هو شخصية أعمال وسياسي كندي، ولد في 2 يناير 1815 في Verchères ‏ في كندا، وتوفي في 22 مارس 1888 في مونتريال في كندا. نشط حزبياً في حزب كندا المحافظ. وقد انتخب عضو مجلس الشيوخ الكندي ‏.